# Turnow-Preilack
Turnow-Preilack este o comună din landul Brandenburg, Germania.
Se află la o altitudine de 59 m deasupra nivelului mării. Are o suprafață de 38,02 km². Populația este de 1.136 locuitori, determinată în 30 septembrie 2019, prin  actualizare statistică[*].